# Esporte Clube Juventude
L'Esporte Clube Juventude, noto anche semplicemente come Juventude, è una società calcistica brasiliana con sede nella città di Caxias do Sul, nello stato del Rio Grande do Sul.

## Storia
La Juventude è stata fondata il 29 giugno 1913, da 35 ragazzi di Caxias do Sul, discendenti di immigrati italiani. Antônio Chiaradia Neto fu scelto come primo presidente del club.
Il 20 luglio 1913, la Juventude ha giocato la sua prima partita, contro il Serrano di Carlos Barbosa, Rio Grande do Sul. La partita è terminata 4-0 a favore della Juventude.
L'8 marzo 1915, la Juventude perse la sua prima partita. Il Fußball, della vicina città di Montenegro, sconfisse la Juventude 4-1, interrompendo una serie di 23 vittorie di fila.
Il 10 ottobre 1919, la Juventude è entrata a far parte Federação Gaúcha de Futebol, l'organo che governa il calcio nello stato del Rio Grande do Sul.
Nel 1920, il club è diventato professionistico, dopo aver preso alcuni giocatori uruguaiani.
L'11 marzo 1975, ha giocato la sua prima partita contro il Caxias, la partita è terminata 1-0 a favore della Juventude. Il gol è stato siglato da Da Silva. Le partite tra questi due club sono note come Ca-Ju.
Il 25 maggio 1993, la Juventude ha siglato una partnership con la Parmalat, portando maggiori investimenti al club.
Il 4 dicembre 1994, la Juventude vince il
Campeonato Brasileiro Série B, che è stato il primo titolo nazionale conquistato dal club, ottenendo così la promozione in Serie A.
Il 7 giugno 1998, la Juventude ha vinto il Campionato Gaúcho, senza perdere nessuna partita.
Il 27 giugno 1999, la Juventude ha vinto il suo più importante titolo nazionale, la Coppa del Brasile, ottenendo così il diritto a partecipare alla Coppa Libertadores dell'anno successivo.
Nel 2000, la Juventude ha partecipato alla Coppa Libertadores per la prima volta, ma il club è stato eliminato alla fase a gironi.

### 2013-2020: la lenta scalata per il ritorno in Série A
Nel 2013, la Juventude si piazza al 2º posto nel campionato di Série D, ottenendo così la promozione in Série C per la stagione 2014. I primi due campionati si concludono con delle salvezze tranquille, ma nella stagione 2016 i biancoverdi, guidati in panchina dall'ex-romanista Zago, ottengono la promozione in Série B.
Nella sua prima stagione in serie cadetta da 8 anni la Juve ottiene una salvezza tranquilla, ma l'annata successiva si rivela disastrosa, la squadra infatti termina il campionato al penultimo posto, retrocedendo nuovamente in Série C. La Juventude riesce ad ottenere un'immediata risalita in B e nella stagione 2020, da neopromossa, riesce a conquistare un incredibile 3º posto, sotto la guida di Pintado (subentrato a Marquinhos Santos, autore della promozione in serie cadetta l'anno precedente, a Marzo) e grazie ai numerosi gol di Breno Lopes. I biancoverdi tornano così in Série A per la prima volta dal 1999.

### 2021-oggi: tra Serie A e Serie B
Nella sua prima stagione in massima serie la Juventude affida nuovamente la panchina a Marquinhos Santos. I biancoverdi disputano un campionato quasi interamente nella parte bassa della classifica, tanto che a Ottobre la dirigenza decide di fare un cambio in panchina, chiamando Jair Ventura. Le prestazioni della squadra migliorano, e all'ultima giornata il club riesce a ottenere con 46 punti una sudatissima salvezza, condannando alla retrocessione i rivali riograndesi del Grêmio. Se in campionato si festeggia, in Coppa del Brasile l'avventura termina quasi subito, con l'eliminazione già al secondo turno per mano del modesto Vila Nova.
Il campionato 2022, a differenza di quello precedente, si rivela molto negativo, con la Juventude relegata per quasi tutto il campionato sul fondo della classifica. Nonostante l'esonero di coach Eduardo Baptista, sostituito con Umberto Louzer, la squadra non riesce a salvarsi e conclude la stagione all'ultimo posto, con appena 22 punti e tre vittorie, retrocedendo con ben quattro gare d'anticipo. Con l'obbiettivo di ottenere un'immediata risalita in massima serie la dirigenza affida la panchina a Pintado, ma la squadra per tutto il girone d'andata fatica a raggiungere le parti alte della classifica, così il tecnico a Maggio si dimette. Con il nuovo coach Thiago Carpini la Juventude lentamente inizia a risalire la classifica e a lottare per la promozione, che viene ottenuta all'ultima giornata con la vittoria sul Ceará, conquistando tra l'altro il secondo posto in classifica generale alle spalle del Vitória.

## Palmarès

### Competizioni nazionali
- Coppa del Brasile: 1

1999
- Campeonato Brasileiro Série B: 1

1994

### Competizioni statali
- Campionato Gaúcho: 1

1998
- Copa FGF: 2

2011, 2012
- Campeonato da Região Serrana: 1

2014

### Altri piazzamenti
- Campeonato Brasileiro Série B:

Secondo posto: 2023
Terzo posto: 2020
- Campeonato Brasileiro Série C:

Terzo posto: 2016, 2019
- Campeonato Brasileiro Série D:

Secondo posto: 2013

## Organico

### Rosa 2024
| N. |                    | Ruolo | Calciatore      |
| -- | ------------------ | ----- | --------------- |
| 2  | Brasile (bandiera) | D     | João Lucas      |
| 3  | Brasile (bandiera) | D     | Zé Marcos       |
| 4  | Brasile (bandiera) | D     | Danilo Boza     |
| 5  | Brasile (bandiera) | C     | Ricardinho      |
| 7  | Brasile (bandiera) | A     | Erick Farias    |
| 9  | Brasile (bandiera) | A     | Ricardo Bueno   |
| 11 | Brasile (bandiera) | A     | Marcelinho      |
| 12 | Brasile (bandiera) | D     | Rafael Forster  |
| 16 | Brasile (bandiera) | C     | Jadson          |
| 17 | Brasile (bandiera) | A     | Edson Carioca   |
| 19 | Brasile (bandiera) | A     | Gabriel Taliari |
| 21 | Brasile (bandiera) | P     | Willian         |
| 23 | Brasile (bandiera) | D     | Walce           |
| 27 | Brasile (bandiera) | C     | Matheuzinho     |
| 29 | Brasile (bandiera) | A     | Ruan            |
| 30 | Brasile (bandiera) | C     | Rafinha         |
| 31 | Brasile (bandiera) | C     | Elton           |

| N. |                     | Ruolo | Calciatore         |
| -- | ------------------- | ----- | ------------------ |
| 33 | Brasile (bandiera)  | D     | Guilherme Santos   |
| 43 | Brasile (bandiera)  | D     | Lucas Freitas      |
| 44 | Brasile (bandiera)  | C     | Luis Mandaca       |
| 53 | Brasile (bandiera)  | D     | Didi               |
| 66 | Brasile (bandiera)  | D     | William Matheus    |
| 77 | Brasile (bandiera)  | C     | Marcos Vinicios    |
| 80 | Paraguay (bandiera) | A     | Isidro Pitta       |
| 96 | Brasile (bandiera)  | D     | Paulo Henrique     |
| 99 | Brasile (bandiera)  | C     | Guilherme Castilho |
|    | Brasile (bandiera)  | D     | Samuel Santos      |
|    | Brasile (bandiera)  | C     | Moisés             |
|    | Brasile (bandiera)  | C     | Éverton            |
|    | Brasile (bandiera)  | C     | Rafael Bilú        |
|    | Brasile (bandiera)  | D     | Odivan             |
|    | Brasile (bandiera)  | D     | Kelvin             |
|    | Brasile (bandiera)  | D     | Rodrigo            |

### Rosa 2023
| N. |                    | Ruolo | Calciatore       |
| -- | ------------------ | ----- | ---------------- |
| 3  | Brasile (bandiera) | D     | Zé Marcos        |
| 4  | Brasile (bandiera) | D     | Cleberson        |
| 5  | Brasile (bandiera) | C     | Ricardinho       |
| 7  | Brasile (bandiera) | C     | Capixaba         |
| 9  | Brasile (bandiera) | A     | Ricardo Bueno    |
| 11 | Brasile (bandiera) | C     | Jean Irmer       |
| 12 | Brasile (bandiera) | D     | Rafael Forster   |
| 16 | Brasile (bandiera) | C     | Jadson           |
| 17 | Perù (bandiera)    | C     | Fernando Pacheco |
| 19 | Brasile (bandiera) | A     | Roberson         |
| 21 | Brasile (bandiera) | P     | Willian          |
| 23 | Brasile (bandiera) | D     | Walce            |
| 27 | Brasile (bandiera) | C     | Matheuzinho      |
| 29 | Brasile (bandiera) | A     | Ruan             |
| 30 | Brasile (bandiera) | C     | Rafinha          |
| 31 | Brasile (bandiera) | C     | Elton            |

| N. |                     | Ruolo | Calciatore         |
| -- | ------------------- | ----- | ------------------ |
| 33 | Brasile (bandiera)  | D     | Guilherme Santos   |
| 53 | Brasile (bandiera)  | D     | Didi               |
| 66 | Brasile (bandiera)  | D     | William Matheus    |
| 77 | Brasile (bandiera)  | C     | Marcos Vinicios    |
| 80 | Paraguay (bandiera) | A     | Isidro Pitta       |
| 96 | Brasile (bandiera)  | D     | Paulo Henrique     |
| 99 | Brasile (bandiera)  | C     | Guilherme Castilho |
|    | Brasile (bandiera)  | D     | Samuel Santos      |
|    | Brasile (bandiera)  | C     | Moisés             |
|    | Brasile (bandiera)  | C     | Éverton            |
|    | Brasile (bandiera)  | C     | Rafael Bilú        |
|    | Brasile (bandiera)  | D     | Odivan             |
|    | Brasile (bandiera)  | D     | Kelvin             |
|    | Brasile (bandiera)  | D     | Rodrigo            |
|    | Brasile (bandiera)  | D     | Danilo Boza        |

### Rosa 2022
| N. |                          | Ruolo | Calciatore       |
| -- | ------------------------ | ----- | ---------------- |
| 4  | Brasile (bandiera)       | D     | Cleberson        |
| 5  | Brasile (bandiera)       | C     | Ricardinho       |
| 7  | Brasile (bandiera)       | C     | Capixaba         |
| 9  | Brasile (bandiera)       | A     | Ricardo Bueno    |
| 11 | Brasile (bandiera)       | C     | Jean Irmer       |
| 12 | Brasile (bandiera)       | D     | Rafael Forster   |
| 13 | Brasile (bandiera)       | C     | Bruninho         |
| 16 | Brasile (bandiera)       | C     | Jadson           |
| 17 | Perù (bandiera)          | C     | Fernando Pacheco |
| 19 | Brasile (bandiera)       | A     | Roberson         |
| 21 | Brasile (bandiera)       | P     | Willian          |
| 23 | Corea del Sud (bandiera) | C     | Chico            |
| 27 | Brasile (bandiera)       | C     | Matheuzinho      |
| 29 | Brasile (bandiera)       | A     | Ruan             |
| 30 | Brasile (bandiera)       | C     | Rafinha          |
| 31 | Brasile (bandiera)       | C     | Elton            |

| N. |                     | Ruolo | Calciatore         |
| -- | ------------------- | ----- | ------------------ |
| 33 | Brasile (bandiera)  | D     | Guilherme Santos   |
| 53 | Brasile (bandiera)  | D     | Didi               |
| 66 | Brasile (bandiera)  | D     | William Matheus    |
| 77 | Brasile (bandiera)  | C     | Marcos Vinicios    |
| 80 | Paraguay (bandiera) | A     | Isidro Pitta       |
| 96 | Brasile (bandiera)  | D     | Paulo Henrique     |
| 99 | Brasile (bandiera)  | C     | Guilherme Castilho |
|    | Brasile (bandiera)  | D     | Samuel Santos      |
|    | Brasile (bandiera)  | C     | Moisés             |
|    | Brasile (bandiera)  | C     | Éverton            |
|    | Brasile (bandiera)  | C     | Rafael Bilú        |
|    | Brasile (bandiera)  | D     | Odivan             |
|    | Brasile (bandiera)  | D     | Kelvin             |
|    | Brasile (bandiera)  | D     | Rodrigo            |
|    | Brasile (bandiera)  | D     | Danilo Boza        |

## Altri sport
Il club ha al suo interno anche una squadra di football americano, chiamata Juventude F.A,.